# Passage du Bureau
Le passage du Bureau est une voie située dans le 11e de Paris, en France.

## Situation et accès
Le passage du Bureau est situé dans le sud-est du 11e arrondissement. Il est constitué de trois tronçons, séparés par deux voies :
- au nord, entre la rue de Charonne et la rue Robert-et-Sonia-Delaunay ;
- au centre, entre la rue Robert-et-Sonia-Delaunay et la rue Alexandre-Dumas ;
- au sud, entre la rue Alexandre-Dumas et le boulevard de Charonne.

Les différents tronçons ne sont pas droits mais comportent des coudes à angle droit. Avec plus de 500 m de longueur totale, il s'agit du plus long passage de Paris. Le troisième tronçon est rejoint au niveau de son coude par l'impasse du Bureau.

## Origine du nom
Elle porte ce nom en raison du voisinage d'un ancien bureau d'octroi du mur des Fermiers généraux. 

## Historique
La partie située entre la rue de Charonne et la rue Robert-et-Sonia-Delaunay est une portion de l'ancien passage du Bureau qui prit par arrêté du 1er février 1877 le nom de « passage du Bureau » et qui se terminait alors la rue Alexandre-Dumas. Cette partie a été supprimée lors de l'aménagement de la ZAC Dorian puis recréée dans sa nouvelle assiette avec la dénomination provisoire de « voie AD/11 » avant de prendre le nom de « passage du Bureau », par décret municipal du 22 octobre 1991.
La partie située entre la rue Alexandre-Dumas et la rue Robert-et-Sonia-Delaunay était initialement dénommée « ruelle des Hautes-Vignoles » et « ruelle du Bureau ». Supprimée lors de l'aménagement de la ZAC Dorian puis recréée, elle a été nommée « passage du Bureau » par décret municipal du 24 novembre 1993, et incorporée au domaine public dans les années 1997-1999.
La partie située entre la rue Alexandre-Dumas et le boulevard de Charonne a pris par arrêté du 1er février 1877 son nom actuel.

## Bâtiments remarquables et lieux de mémoire
- Jardin Damia